# Michael Ah Matt
Michael Henry George Ah Matt (Townsville, 30 novembre 1942 – 14 febbraio 1983) è stato un cestista australiano.

## Carriera
Con l'Australia ha disputato le Olimpiadi del 1964, segnando 47 punti in 9 partite.